# 舊科勒爾 (加利福尼亞州)
舊科勒爾（英語：Old Corral）是位於美國加利福尼亞州馬德拉縣的一個非建制地區。該地的面積和人口皆未知。

## 地理
舊科勒爾的座標為37°21′25″N 119°36′26″W / 37.35694°N 119.60722°W，而該地的平均海拔高度為1009米（即3310英尺）。